# Trudove, Mîkolaiiv
Trudove (în ucraineană Трудове) este un sat în comuna Velîka Horojanka din raionul Mîkolaiiv, regiunea Liov, Ucraina.

## Demografie
Componența lingvistică a localității Trudove
     Ucraineană (100%)
Conform recensământului din 2001, toată populația localității Trudove era vorbitoare de ucraineană (100%).